# La Llagonne
La Llagonne település Franciaországban, Pyrénées-Orientales megyében. Lakosainak száma 216 fő (2022. január 1.). La Llagonne Matemale, Caudiès-de-Conflent, Ayguatébia-Talau, Sauto, Mont-Louis, La Cabanasse, Bolquère és Les Angles községekkel határos.

## Földrajz

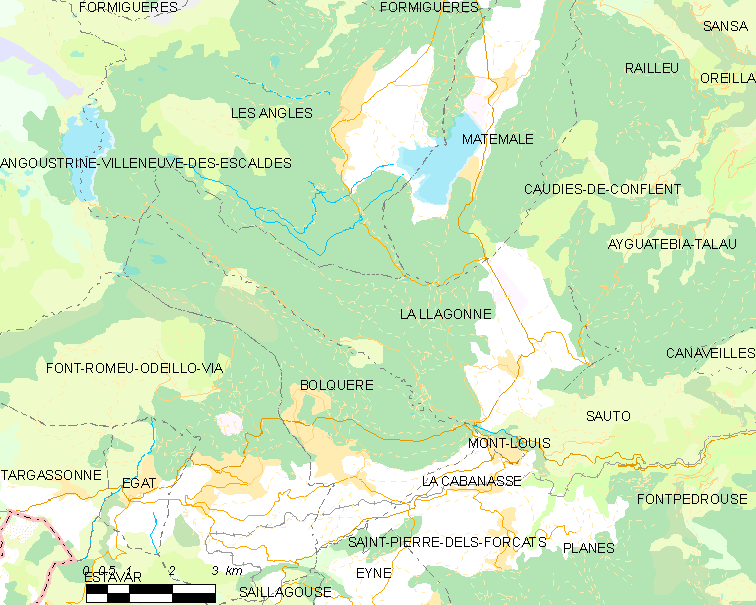
La Llagonne és környéke

## Népesség
A település népességének változása:
| Lakosok száma | 234  | 226  | 228  | 219  | 220  | 220  | 218  | 218  | 216  |
|               | 2013 | 2015 | 2016 | 2017 | 2018 | 2019 | 2020 | 2021 | 2022 |